# Saruwaged-Gebirge
Das Saruwaged-Gebirge (auch Saruwared, Sarawaket oder Sarawaget) ist ein Gebirgszug auf der Huon-Halbinsel in der Morobe-Provinz im Nordosten von Papua-Neuguinea. Der Gebirgszug wird vom Sarawaget Massiv beherrscht, das von den beiden Gipfeln des Mount Bangeta und des Mount Sarawaged gekrönt wird. Der Mount Sarawaged liegt ungefähr bei 6° 19′ S, 147° 5′ O und wird mit einer Höhe von 4121 m angegeben, was durch satellitengestützte Radarhöhenmessungen (SRTM) bestätigt wird.
Das Saruwaged-Gebirge geht im Westen in das Finisterre-Gebirge über. Die beiden Gebirgszüge bilden gemeinsam eine natürliche Grenze zwischen dem auf der Südseite gelegenen Tal der Flüsse Markham und Ramu und der Vitiaz-Straße (Pazifik) im Norden.

## Geschichte
Die Deutschen haben während ihrer Herrschaft über das Kaiser-Wilhelms-Land am Ende des 19. und zu Beginn des 20. Jahrhunderts einige Erkundungsreisen in das Gebirge unternommen. Erstbesteigungen durch Europäer erfolgten im Sarawaged Massiv durch Keyer im Jahr 1913 und durch Lane-Poole im Jahr 1925, für diese Gipfeltouren mussten erstmals Wege durch den dichten tropischen Regenwald erkundet werden.

## Fauna
Zur Avifauna des Saruwaged-Gebirges gehören unter anderem der Dreigang-Laubenvogel, der Raggi-Paradiesvogel, der Kaiser-Paradiesvogel, der Blaubrust-Paradieselster, der Kleine Paradiesvogel und der Wahnesparadiesvogel.